# Ulla Zirne
Ulla Zirne (* 6. August 1995 in Riga) ist eine ehemalige lettische Rennrodlerin.

## Werdegang
Zirne begann im Alter von acht Jahren mit dem Rennrodeln. Sie wird von Ingrīda Amantova und Kaspars Dumpis trainiert. In der Saison 2010/11 gab Zirne ihr Debüt im Weltcup – sie startete beim letzten Rennen im heimischen Sigulda und belegte den 21. Platz. In der Folgesaison fuhr sie nicht im Weltcup. Bei den Olympischen Jugend-Winterspielen 2012 gewann Zirne die Bronze-Medaille. In der Saison 2012/13 war ihr bestes Weltcup-Ergebnis ein 13. Platz. Nach dem Karriereende von Maija Tīruma etablierte sie sich als lettische Nummer 2 hinter Elīza Tīruma. 2014 nahm sie an den Olympischen Winterspielen in Sotschi teil. Hier belegte sie den 18. Rang von 31 Teilnehmerinnen, was den zuvor in der Saison gezeigten Leistungen entsprach, wo sie Platz 25 im Gesamtweltcup belegt hatte.
Die Saison 2014/15 bedeutete einen deutlichen Aufschwung für Zirne: Nach Platz 5 im Sprint von Innsbruck-Igls und achten Plätzen in der klassischen Disziplin in Innsbruck-Igls, Oberhof und Winterberg erreichte sie Platz 14 der Gesamtweltcupwertung. Nach einem verletzungsbedingten Ausfall in der ersten Hälfte der Saison 2015/16 und nur mäßigen Ergebnissen in der zweiten Saisonhälfte reichte er erneut nur zu Platz 25 im Gesamtweltcup. Die Saison 2016/17 verlief wieder besser, beim vorolympischen Test im Olympic Sliding Centre von Pyeongchang gelang mit 7. Platz eine neue Bestleistung im Weltcup der klassischen Disziplin, Platz 13 in der Gesamtweltcupwertung zeigte eine Steigerung, die in der folgenden Saison bei Stagnation der Leistung Zirne in die erweiterte Weltspitze. Zirne fehlt es weiterhin an Konstanz, weshalb die endgültige Etablierung in der Weltspitze nicht gelang, das lettische Frauenteam insgesamt zeigte allerdings nur durchwachsene Leistungen in dieser Saison. Platz 14 im Gesamtweltcup, hinter ihrer Teamkollegin Elīza Tīruma, war das Ergebnis. Die Olympischen Winterspiele 2018 beendete sie auf Rang 12 von 30 Starterinnen.
Mit mehreren Weltcup-Top-10-Platzierungen in der nacholympischen Saison 2018/19 und einem sechsten Platz im Sliding Center Sanki reichte es zu Platz 12 im Gesamtweltcup, was für Zirne den besten Saisonabschluss ihrer Karriere bedeutete. Von Kendija Aparjode wurde sie dabei jedoch als lettische Nummer 2 abgelöst und konnte diesen Platz auch in der Folge nicht mehr zurückerobern. Überaus durchwachsen verlief die Saison 2019/20, maximal Platz 8 im Weltcup der klassischen Disziplin und zwei Platzierungen außerhalb der Top 20 führten zu einem 14. Rang des Gesamtweltcups. Während ihre Teamkolleginnen Tīruma und Aparjode sich in den Top 10 des Weltcups etablieren konnten, verlief die Saison 2020/21 für Zirne eher enttäuschend. Nur noch zwei Mal gelang eine Platzierung in den Top 10, was am Ende Platz 17 im Gesamtweltcup bedeutete, und mit Elīna Ieva Vītola stieß eine junge Konkurrentin zum Team, die bei ihren vier Starts überzeugen konnte und Zirne dabei drei Mal schlagen konnte. Zu Beginn der Saison 2021/22 verpasste Zirne dann die Qualifikation für das lettische Weltcupteam. Elīza Tīruma, Kendija Aparjode, Elīna Ieva Vītola und Sigita Bērziņa erhielten den Vorzug, Zirne kam nur bei den Weltcups Sotschi II (anstelle von Vītola) sowie in Winterberg und Sigulda (anstelle der verletzten Aparjode) zu Weltcupeinsätzen, bestritt sonst lediglich einige Rennen im Nationencup. Mit Platz 7 auf der lettischen Heimbahn gelang ein letztes Achtungszeichen bei ansonsten eher enttäuschenden Ergebnissen. Somit verpasste Zirne auch die Qualifikation für die Olympischen Winterspiele 2022 und beendete schlussendlich nach der Saison ihre Karriere.